# Municipalità di Gulbene
La municipalità di Gulbene (in lettone Gulbenes novads) è una delle trentasei municipalità della Lettonia. È situata nel nordest del Paese, nella regione storica del Vidzeme. Il capoluogo è la città di Dobele.

## Suddivisione
La municipalità comprende la città di Gulbene e 13 parrocchie:
- Beļava
- Dauksti
- Druviena
- Galgauska
- Jaungulbene
- Lejasciems
- Litene
- Lizums,
- Līgo
- Ranka
- Stāmeriena
- Stradi
- Tirza